# 瀞川渓谷
瀞川渓谷（とろかわけいこく）は兵庫県美方郡香美町村岡区にある渓谷。
氷ノ山那岐山後山国定公園の区域内、原生林に覆われた深山の風情から日本の秘境100選の一つに選定されている。渓流の水源は瀞川山（1039.2m）で、渓谷は瀞川山の中腹、ハチ北高原と兎和野高原のほぼ中間、景勝地瀞川平の北西隣に位置する。

## 見所
- 瀞川不動滝（瀞川滝） - 落差60m
- 瀞川渓谷不動滝十三佛 - 瀞川稲荷から瀞川滝に至る渓谷沿いの遊歩道に祀られる不動明王など13体の石造仏
- 瀞川稲荷
- 双身の滝 - 落差10m。瀞川不動滝の前衛の滝で、2条の滝

## 所在地
〒667-1315 兵庫県美方郡香美町村岡区板仕野

## 周辺
- 瀞川平（兵庫県観光100選第1位） - 但馬高原植物園、兵庫県立木の殿堂
- 天滝渓谷（森林浴の森100選） - 天滝（日本の滝100選）
- 熊波渓谷
- 久須部渓谷 - 要滝、三段滝、鈴滝
- 鉢伏山
- 氷ノ山（日本の秘境100選）
- ハチ北高原
- 兎和野高原（日本百景） - 兎和野高原野外教育センター
- 猿尾滝（日本の滝100選）
- 杉ヶ沢高原
- 神鍋高原・神鍋山・神鍋渓谷